# Дом правительства (Остров Принца Эдуарда)
Дом правительства Острова Принца Эдуарда, часто называемый Фаннингбэнк — официальная резиденция вице-губернатора Острова Принца Эдуарда, а также резиденция канадского монарха в Шарлоттауне. Она расположена в столице провинции по адресу Terry Fox Drive, 1; в то время как аналогичное здание во многих провинциях занимает видное, центральное место в столице, местонахождение Правительственной резиденции Острова Принца Эдуарда относительно незаметно в Шарлоттауне, что придает ей скорее характер частного дома.

## История

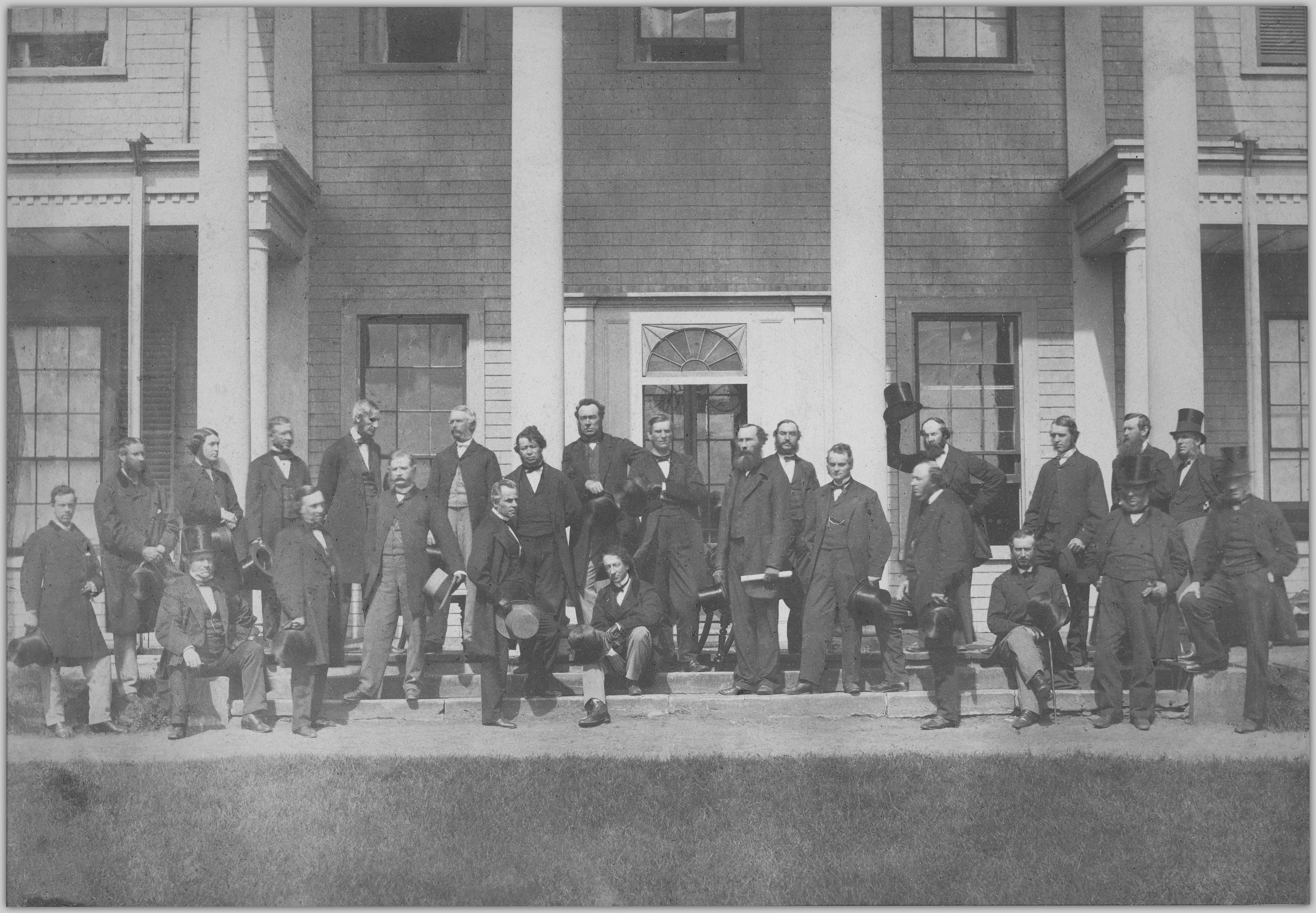
Отцы Конфедерации на ступенях Дома правительства во время Шарлоттаунской конференции, 1864 г.

Строительство резиденции для вице-губернатора британской колонии Острова Принца Эдуарда происходило между 1832 и 1834 годами. Поместье площадью 100 акров (0,40 км²), известное как Fanning Bank или Fanning’s Bank, было зарезервировано в качестве земли Короны вице-губернатором Эдмундом Фэннингом в 1789 году с особым условием, что оно будет использоваться в качестве резиденции губернатора. Для дома правительства и его территории в 1873 году было выделено 10 акров (40 тыс. м²). Остальные 40 акров достались Шарлоттауну, и позже были использованы для парка Виктория.
В 1971 году Дом правительства был признан Национальной исторической достопримечательностью Канады.

## Использование
Дом правительства используется как официальная резиденция вице-губернатора и его/ее супруги, а «также служит центром официального гостеприимства в провинции», где принимают высших лиц и выдающихся гостей. Королева Елизавета II и принц Филипп, герцог Эдинбургский останавливались в доме во время официального визита в 1959 году. Дом правительства служит местом вручения провинциальных наград или посвящение в Орден Острова Принца Эдуарда. В нём также проводятся мероприятия, такие как обеды, ужины, приёмы и выступления. В вице-королевской резиденции вице-губернатор выпускает указы об избрании, приводит к присяге новых членов Исполнительного совета и проводит аудиенции у премьер-министра.
Имение принадлежит королю Острова Принца Эдуарда и открыто для посещения публики в определенные периоды лета.

## Архитектура и интерьер
Архитектурный дизайн деревянного здания выполнен в георгианском стиле и отражает палладианские традиции. Две оси дома сходятся в главном вестибюле с дорическими колоннами, пилястрами и двойной поворотной лестницей, ведущей на второй этаж. Автором проекта резиденции являлся йоркширский архитектор Айзек Смит, который также спроектировал колониальное здание острова.